# John Blankenstein
John Blankenstein (De Bilt, 12 febbraio 1949 – L'Aia, 25 agosto 2006) è stato un arbitro di calcio olandese.

## Carriera
Oltre che per le indubbie qualità tecniche e la carriera degna di nota, sarà ricordato soprattutto per essere diventato il primo arbitro gay dichiarato della storia. Iniziò ad arbitrare nel 1966, anche se solo a livello amatoriale. A fine anni Settanta, approdò nella Eredivisie, la serie A olandese. Poi, nel 1985 arrivò la prima grossa soddisfazione, rappresentata dalla nomina ad arbitro internazionale. Con tale qualifica, già nel 1987 prese parte ai Mondiali di calcio under-17 in Canada, mentre nel 1988 venne selezionato per il Campionato europeo di calcio 1988 in Germania Ovest, coadiuvando come guardalinee il connazionale Bep Thomas. Quattro anni dopo si ripeté l'esperienza agli europei di calcio in Svezia, stavolta con il ruolo di direttore di gara, e fu protagonista della gara Danimarca-Inghilterra. Cominciò il momento migliore della carriera, con la designazione per la finale di ritorno di Coppa UEFA 1992-1993 tra Borussia Dortmund e Juventus, e poi nel 1994 gli venne dapprima affidata la finalissima di Coppa dei Campioni ad Atene tra Milan e Barcellona: dopo un primo annuncio, la scelta venne inspiegabilmente revocata dalla UEFA che gli preferì il britannico Philip Don; alcuni commentatori ricondussero questo cambio di decisione col fatto che Blankenstein, in quanto olandese, sarebbe stato troppo a stretto contatto con Johan Cruijff, trainer dei blaugrana. Sempre nel 1994 abbandonò i gradi di internazionale per raggiunti limiti d'età, e due anni più tardi si sarebbe ritirato anche a livello nazionale. Diventò portavoce della Federazione Olandese, ed è di questi anni anche il coming out sulla propria omosessualità. Vanta anche la direzione di una semifinale di Coppa delle Coppe (nel 1990). Cercò l'esperienza televisiva, culminata nel 2000 con la partecipazione al Grande Fratello VIP olandese. Nel 2006 morì dopo una lunga malattia.